# Systém APG III
Systém APG III je taxonomický systém krytosemenných rostlin. Byl publikován v říjnu roku 2009 skupinou vědců zvanou Angiosperm Phylogeny Group. Tato skupina v roce 2016 vydala aktualizaci příslušného systému, APG IV.
Systém APG III je vlastně aktualizací systému APG II, který byl publikován v roce 2003 jako aktualizace původního systému APG z roku 1998. Všechny tři systémy jsou založeny na rozsáhlé spolupráci mnoha vědců z mnoha institucí po celém světě.
Hlavními skupinami systému jsou klady jakožto přirozené, holofyletické skupiny; klasické termíny jako "třída" nebo "podtřída" systém nepoužívá. Jako klad Angiosperms je označena celá skupina krytosemenných rostlin, která je v systémech pro celou rostlinnou říši tradičně označovaná jako oddělení Magnoliophyta.
Společně se systémem APG III byl publikován i pokus o jeho rozšíření na další semenné rostliny i na vyšší výtrusné rostliny: V návrhu Chase a Reveala je celá skupina odpovídající embryofytům postavena na úroveň třídy, pro kterou je navrženo jméno Equisetopsida, a tradiční oddělení mají úroveň podtříd.

## Systém - klad Angiosperms

### Bazální skupiny
- Amborellales
  - Amborellaceae
- Nymphaeales
  - Cabombaceae
  - Hydatellaceae
  - Nymphaeaceae
- Austrobaileyales
  - Austrobaileyaceae
  - Schisandraceae (včetně Illiciaceae)
  - Trimeniaceae
- Chloranthales
  - Chloranthaceae

### Klad Magnoliids
- Canellales
  - Canellaceae
  - Winteraceae
- Piperales
  - Aristolochiaceae
  - Hydnoraceae
  - Lactoridaceae
  - Piperaceae
  - Saururaceae
- Laurales
  - Atherospermataceae
  - Calycanthaceae
  - Gomortegaceae
  - Hernandiaceae
  - Lauraceae
  - Monimiaceae
  - Siparunaceae
- Magnoliales
  - Annonaceae
  - Degeneriaceae
  - Eupomatiaceae
  - Himantandraceae
  - Magnoliaceae
  - Myristicaceae

### Klad Monocots
- Acorales
  - Acoraceae
- Alismatales
  - Alismataceae (včetně Limnocharitaceae)
  - Aponogetonaceae
  - Araceae
  - Butomaceae
  - Cymodoceaceae
  - Hydrocharitaceae
  - Juncaginaceae
  - Posidoniaceae
  - Potamogetonaceae
  - Ruppiaceae
  - Scheuchzeriaceae
  - Tofieldiaceae
  - Zosteraceae
- Petrosaviales
  - Petrosaviaceae
- Dioscoreales
  - Burmanniaceae
  - Dioscoreaceae
  - Nartheciaceae
- Pandanales
  - Cyclanthaceae
  - Pandanaceae
  - Stemonaceae
  - Triuridaceae
  - Velloziaceae
- Liliales
  - Alstroemeriaceae (včetně Luzuriagaceae)
  - Campynemataceae
  - Colchicaceae
  - Corsiaceae
  - Liliaceae
  - Melanthiaceae
  - Petermanniaceae
  - Philesiaceae
  - Rhipogonaceae
  - Smilacaceae
- Asparagales
  - Amaryllidaceae (včetně Agapanthaceae, Alliaceae)
  - Asparagaceae (včetně Agavaceae, Aphyllanthaceae, Hesperocallidaceae, Hyacinthaceae, Laxmanniaceae, Ruscaceae, Themidaceae)
  - Asteliaceae
  - Blandfordiaceae
  - Boryaceae
  - Doryanthaceae
  - Hypoxidaceae
  - Iridaceae
  - Ixioliriaceae
  - Lanariaceae
  - Orchidaceae
  - Tecophilaeaceae
  - Xanthorrhoeaceae (včetně Asphodelaceae, Hemerocallidaceae)
  - Xeronemataceae

#### klad Commelinids
- Dasypogonaceae - nezařazená do řádu
- Arecales
  - Arecaceae
- Commelinales
  - Commelinaceae
  - Haemodoraceae
  - Hanguanaceae
  - Philydraceae
  - Pontederiaceae
- Poales
  - Anarthriaceae
  - Bromeliaceae
  - Centrolepidaceae
  - Cyperaceae
  - Ecdeiocoleaceae
  - Eriocaulaceae
  - Flagellariaceae
  - Joinvilleaceae
  - Juncaceae
  - Mayacaceae
  - Poaceae
  - Rapateaceae
  - Restionaceae
  - Thurniaceae
  - Typhaceae (včetně Sparganiaceae)
  - Xyridaceae
- Zingiberales
  - Cannaceae
  - Costaceae
  - Heliconiaceae
  - Lowiaceae
  - Marantaceae
  - Musaceae
  - Strelitziaceae
  - Zingiberaceae

### Pravděpodobně sesterská skupina k Eudicots
- Ceratophyllales
  - Ceratophyllaceae

### KladEudicots
- Ranunculales
  - Berberidaceae
  - Circaeasteraceae (včetně Kingdoniaceae)
  - Eupteleaceae
  - Lardizabalaceae
  - Menispermaceae
  - Papaveraceae (včetně Fumariaceae, Pteridophyllaceae)
  - Ranunculaceae
- Sabiaceae (zatím nezařazená do řádu)
- Proteales
  - Nelumbonaceae
  - Platanaceae
  - Proteaceae
- Trochodendrales
  - Trochodendraceae (včetně Tetracentraceae)
- Buxales
  - Buxaceae (včetně Didymelaceae)
  - Haptanthaceae

#### klad „core Eudicots“
- Gunnerales
  - Gunneraceae
  - Myrothamnaceae
- Dilleniaceae (nezařazeno, popř. Dilleniales)
- Saxifragales
  - Altingiaceae
  - Aphanopetalaceae
  - Cercidiphyllaceae
  - Crassulaceae
  - Daphniphyllaceae
  - Grossulariaceae
  - Haloragaceae
  - Hamamelidaceae
  - Iteaceae (včetně Pterostemonaceae)
  - Paeoniaceae
  - Penthoraceae
  - Peridiscaceae (včetně Medusandraceae, Soyauxia)
  - Saxifragaceae
  - Tetracarpaeaceae
- Berberidopsidales
  - Aextoxicaceae
  - Berberidopsidaceae
- Santalales
  - Balanophoraceae
  - Loranthaceae
  - Misodendraceae
  - Santalaceae
  - Olacaceae
  - Opiliaceae
  - Schoepfiaceae
- Caryophyllales
  - Achatocarpaceae
  - Aizoaceae
  - Amaranthaceae
  - Anacampserotaceae
  - Ancistrocladaceae
  - Asteropeiaceae
  - Barbeuiaceae
  - Basellaceae
  - Cactaceae
  - Caryophyllaceae
  - Didiereaceae
  - Dioncophyllaceae
  - Droseraceae
  - Drosophyllaceae
  - Frankeniaceae
  - Gisekiaceae
  - Halophytaceae
  - Limeaceae
  - Lophiocarpaceae
  - Molluginaceae
  - Montiaceae
  - Nepenthaceae
  - Nyctaginaceae
  - Physenaceae
  - Phytolaccaceae
  - Plumbaginaceae
  - Polygonaceae
  - Portulacaceae
  - Rhabdodendraceae
  - Sarcobataceae
  - Simmondsiaceae
  - Stegnospermataceae
  - Talinaceae
  - Tamaricaceae

##### klad Rosids
- Vitales
  - Vitaceae

###### klad Eurosids I (Fabids)
- Zygophyllales
  - Krameriaceae
  - Zygophyllaceae
- Celastrales
  - Celastraceae (včetně Lepuropetalaceae, Parnassiaceae, Pottingeriaceae)
  - Lepidobotryaceae
- Oxalidales
  - Brunelliaceae
  - Cephalotaceae
  - Connaraceae
  - Cunoniaceae
  - Elaeocarpaceae
  - Huaceae
  - Oxalidaceae
- Malpighiales
  - Achariaceae
  - Balanopaceae
  - Bonnetiaceae
  - Calophyllaceae
  - Caryocaraceae
  - Centroplacaceae
  - Chrysobalanaceae
  - Clusiaceae
  - Ctenolophonaceae
  - Dichapetalaceae
  - Elatinaceae
  - Erythroxylaceae
  - Euphorbiaceae
  - Euphroniaceae
  - Goupiaceae
  - Humiriaceae
  - Hypericaceae
  - Irvingiaceae
  - Ixonanthaceae
  - Lacistemataceae
  - Linaceae
  - Lophopyxidaceae
  - Malpighiaceae
  - Ochnaceae (včetně Medusagynaceae, Quiinaceae)
  - Pandaceae
  - Passifloraceae (včetně Malesherbiaceae, Turneraceae)
  - Phyllanthaceae
  - Picrodendraceae
  - Podostemaceae
  - Putranjivaceae
  - Rafflesiaceae
  - Rhizophoraceae
  - Salicaceae
  - Trigoniaceae
  - Violaceae
- Cucurbitales
  - Anisophylleaceae
  - Begoniaceae
  - Coriariaceae
  - Corynocarpaceae
  - Cucurbitaceae
  - Datiscaceae
  - Tetramelaceae
- Fabales
  - Fabaceae
  - Polygalaceae
  - Quillajaceae
  - Surianaceae
- Fagales
  - Betulaceae
  - Casuarinaceae
  - Fagaceae
  - Juglandaceae (včetně Rhoipteleaceae)
  - Myricaceae
  - Nothofagaceae
  - Ticodendraceae
- Rosales
  - Barbeyaceae
  - Cannabaceae
  - Dirachmaceae
  - Elaeagnaceae
  - Moraceae
  - Rhamnaceae
  - Rosaceae
  - Ulmaceae
  - Urticaceae

###### klad Eurosids II (malvids)
- Geraniales
  - Geraniaceae (včetně Hypseocharitaceae)
  - Melianthaceae (včetně Francoaceae)
  - Vivianiaceae (včetně Ledocarpaceae)
- Myrtales
  - Alzateaceae
  - Combretaceae
  - Crypteroniaceae
  - Lythraceae
  - Melastomataceae (včetně Memecylaceae)
  - Myrtaceae (včetně Heteropyxidaceae, Psiloxylaceae)
  - Onagraceae
  - Penaeaceae (včetně Oliniaceae, Rhynchocalycaceae
  - Vochysiaceae
- Crossosomatales
  - Aphloiaceae
  - Crossosomataceae
  - Geissolomataceae
  - Guamatelaceae
  - Stachyuraceae
  - Staphyleaceae
  - Strasburgeriaceae (včetně Ixerbaceae)
- Picramniales
  - Picramniaceae
- Huerteales
  - Dipentodontaceae
  - Gerrardinaceae
  - Tapisciaceae
- Brassicales
  - Akaniaceae
  - Bataceae
  - Brassicaceae
  - Capparaceae
  - Caricaceae
  - Cleomaceae
  - Emblingiaceae
  - Gyrostemonaceae
  - Koeberliniaceae
  - Limnanthaceae
  - Moringaceae
  - Pentadiplandraceae
  - Resedaceae
  - Salvadoraceae
  - Setchellanthaceae
  - Tovariaceae
  - Tropaeolaceae
- Malvales
  - Bixaceae (včetně Cochlospermaceae, Diegodendraceae)
  - Cistaceae
  - Cytinaceae
  - Dipterocarpaceae
  - Malvaceae
  - Muntingiaceae
  - Neuradaceae
  - Sarcolaenaceae
  - Sphaerosepalaceae
  - Thymelaeaceae
- Sapindales
  - Anacardiaceae
  - Biebersteiniaceae
  - Burseraceae
  - Kirkiaceae
  - Meliaceae
  - Nitrariaceae (včetně Peganaceae, Tetradiclidaceae)
  - Rutaceae
  - Sapindaceae
  - Simaroubaceae

##### klad Asterids
- Cornales
  - Cornaceae (včetně Nyssaceae)
  - Curtisiaceae
  - Grubbiaceae
  - Hydrangeaceae
  - Hydrostachyaceae
  - Loasaceae
- Ericales
  - Actinidiaceae
  - Balsaminaceae
  - Clethraceae
  - Cyrillaceae
  - Diapensiaceae
  - Ebenaceae
  - Ericaceae
  - Fouquieriaceae
  - Lecythidaceae
  - Marcgraviaceae
  - Mitrastemonaceae
  - Pentaphylacaceae (včetně Ternstroemiaceae)
  - Polemoniaceae
  - Primulaceae (včetně Maesaceae, Myrsinaceae, Theophrastaceae)
  - Roridulaceae
  - Sapotaceae
  - Sarraceniaceae
  - Sladeniaceae
  - Styracaceae
  - Symplocaceae
  - Tetrameristaceae (včetně Pellicieraceae)
  - Theaceae

###### klad Asterids I (lamiids)
- Boraginaceae (včetně Hoplestigmataceae)
- Vahliaceae
- Icacinaceae
- Metteniusaceae
- Oncothecaceae
- Garryales
  - Eucommiaceae
  - Garryaceae (včetně Aucubaceae)
- Gentianales
  - Apocynaceae
  - Gelsemiaceae
  - Gentianaceae
  - Loganiaceae
  - Rubiaceae
- Lamiales
  - Acanthaceae
  - Bignoniaceae
  - Byblidaceae
  - Calceolariaceae
  - Carlemanniaceae
  - Gesneriaceae
  - Lamiaceae
  - Linderniaceae
  - Lentibulariaceae
  - Martyniaceae
  - Oleaceae
  - Orobanchaceae
  - Paulowniaceae
  - Pedaliaceae
  - Phrymaceae
  - Plantaginaceae
  - Plocospermataceae
  - Schlegeliaceae
  - Scrophulariaceae
  - Stilbaceae
  - Tetrachondraceae
  - Thomandersiaceae
  - Verbenaceae
- Solanales
  - Convolvulaceae
  - Hydroleaceae
  - Montiniaceae
  - Solanaceae
  - Sphenocleaceae

###### klad Asterids II (campanulids)
- Aquifoliales
  - Aquifoliaceae
  - Cardiopteridaceae (včetně Leptaulus)
  - Helwingiaceae
  - Phyllonomaceae
  - Stemonuraceae
- Asterales
  - Alseuosmiaceae
  - Argophyllaceae
  - Asteraceae
  - Calyceraceae
  - Campanulaceae (včetně Lobeliaceae)
  - Goodeniaceae
  - Menyanthaceae
  - Pentaphragmataceae
  - Phellinaceae
  - Rousseaceae
  - Stylidiaceae (včetně Donatiaceae)
- Escalloniales
  - Escalloniaceae
- Bruniales
  - Bruniaceae
  - Columelliaceae (včetně Desfontainiaceae)
- Paracryphiales
  - Paracryphiaceae (inkl. Quintiniaceae)
- Dipsacales
  - Adoxaceae
  - Caprifoliaceae (včetně Diervillaceae, Dipsacaceae, Linnaeaceae, Morinaceae, Valerianaceae)
- Apiales
  - Apiaceae
  - Araliaceae
  - Griseliniaceae
  - Myodocarpaceae
  - Pennantiaceae
  - Pittosporaceae
  - Torricelliaceae (včetně Aralidiaceae, Melanophyllaceae)

### Taxony s nejistým zařazením
- Apodanthaceae
- Cynomoriaceae
- Gumillea
- Petenaea
- Nicobariodendron